# 238771 Juhászbalázs
(238771) Juhászbalázs, denumire internațională (238771) Juhaszbalazs, este un asteroid din centura principală de asteroizi.

## Descriere
238771 Juhászbalázs este un asteroid din centura principală de asteroizi. A fost descoperit pe 12 mai 2005 la Piszkesteto de Krisztián Sárneczky. Asteroidul prezintă o orbită caracterizată de o semiaxă mare de 3,01 ua, o excentricitate de 0,05 și o înclinație de 9,2° în raport cu ecliptica.